# Teresa Jasztal
Teresa Czesława Jasztal (ur. 14 grudnia 1940 w Czeladzi, zm. 31 grudnia 2023) – polska polityk, działaczka związkowa, nauczycielka, posłanka na Sejm II, III i IV kadencji.

## Życiorys
W 1976 ukończyła studia na Wydziale Filozoficzno-Historycznym Uniwersytetu Wrocławskiego. Od 1962 do rozwiązania należała do Polskiej Zjednoczonej Partii Robotniczej. Pracowała jako nauczycielka, od 1976 do 1990 była dyrektorką szkoły oraz wizytatorem w urzędzie dzielnicowym we Wrocławiu. Od lat 60. działała w Związku Nauczycielstwa Polskiego. Pełniła funkcje członkini zarządu głównego i prezesa okręgu dolnośląskiego. Z ramienia Sojuszu Lewicy Demokratycznej od 1995 do 2005 sprawowała mandat posłanki na Sejm II, III i IV kadencji, który uzyskiwała w okręgach wrocławskich: nr 50 i nr 3. W wyborach parlamentarnych w 2005 nie została ponownie wybrana. Zasiadała w krajowym sądzie partyjnym SLD. Mieszkała w Oleśnicy.
Została pochowana na cmentarzu Grabiszyńskim we Wrocławiu.